# Tupaia de Palawan
La tupaia de Palawan (Tupaia palawanensis) és una espècie de tupaia de la família dels tupàids. És endèmica de les Filipines. Està amenaçada per la pèrdua d'hàbitat.